# Jack Dylan Grazer
Jack Dylan Grazer (Los Ángeles, California; 3 de septiembre de 2003) es un actor estadounidense conocido por interpretar a Eddie Kaspbrak en la adaptación cinematográfica de la novela It de Stephen King en 2017. Hizo su debut en televisión en 2013 con una participación en el programa The Greatest Event in Television History.
También participó en la serie Me, Myself And I como el joven Alex Riley, y en la serie de HBO, We Are Who We Are como Fraser Wilson. También forma parte del Universo extendido de DC, como Freddy Freeman, apareciendo en la película ¡Shazam! (2019) y su próxima secuela, Shazam! Fury of the Gods (2023).

## Vida personal
Grazer nació en Los Ángeles, California, hijo de Angela Lafever y Gavin Grazer, un actor. En 2018, The Hollywood Reporter lo nombró como una de las 30 mejores estrellas menores de 18 años. Grazer patrocina una beca en la Adderley School, donde es alumno, para dos estudiantes al año. Es sobrino del productor cinematográfico Brian Grazer.
En julio de 2021, Grazer se declaró como bisexual durante una transmisión en vivo.

## Imagen pública
En 2018, The Hollywood Reporter lo nombró como una de las 30 mejores estrellas menores de 18 años.

## Filmografía

### Cine
| Año  | Título                    | Rol                     | Notas  |
| ---- | ------------------------- | ----------------------- | ------ |
| 2015 | Tales of Halloween        | Joven                   |        |
| 2017 | Scales: Mermaids Are Real | Adam Wilts              |        |
| 2017 | It                        | Eddie Kaspbrak          |        |
| 2018 | Beautiful Boy             | Nic Sheff, de doce años |        |
| 2019 | Shazam!                   | Freddy Freeman          |        |
| 2019 | It Chapter Two            | Eddie Kaspbrak (joven)  |        |
| 2020 | Don't Tell a Soul         | Joey Chambliss          | [ 10 ] |
| 2021 | Luca                      | Alberto Scorfano (voz)  | [ 11 ] |
| 2021 | Ron da error              | Barney Pudowski (voz)   |        |
| 2023 | Shazam! Fury of the Gods  | Freddy Freeman          | [ 12 ] |
| 2023 | Dreamin' Wild             | Joe joven               | [ 13 ] |
| 2024 | Friendship                | Steven Waterman         | [ 14 ] |

### Televisión
| Año  | Título                                   | Rol                | Notas                                                                          |
| ---- | ---------------------------------------- | ------------------ | ------------------------------------------------------------------------------ |
| 2014 | The Greatest Event in Television History | Hijo               | Episodio: «Bosom Buddies»                                                      |
| 2015 | Comedy Bang! Bang!                       | Kayden Aukerman    | Episodio: «Jesse Tyler Ferguson Wears a Brown Checked Shirt and Stripey Socks» |
| 2017 | Me, Myself & I                           | Alex Riley (joven) | Protagonista                                                                   |
| 2018 | Speechless                               | Rev                | Episodio: «E-I-- EIGHTEEN»                                                     |
| 2019 | Robot Chicken                            | Freddy Freeman     | Voz; Promoción para Shazam!                                                    |
| 2020 | We Are Who We Are                        | Fraser Wilson      | Protagonista                                                                   |

## Premios
| Año  | Premio                | Categoría                                                                                  | Trabajo nominado | Resultado |
| ---- | --------------------- | ------------------------------------------------------------------------------------------ | ---------------- | --------- |
| 2018 | MTV Movie & TV Awards | MTV Movie Award al Mejor Dúo en la Pantalla (compartido con el elenco)                     | It               | Ganador   |
| 2022 | Premios Annie         | Premio Annie al Logro Sobresaliente por Actuación de Voz en una Producción de Largometraje | Luca             | Nominado  |